# بولشوی آژبولات
بولشوی آژبولات (به قزاقی: Bolshoy Azhbulat) یک دریاچه آب شور در قزاقستان است که در دشت سیبری غربی واقع شده‌است.